# البوكمال

موقع أبوكمال

أبوكمال مدينة سورية ومركز منطقة أبوكمال  في محافظة دير الزور. وسُمّيت بأبوكمال نسبة إلى  إستشهاد درويش أفندي بعد مقتله جراء سقوطه من على ظهر فرس عربية أصيلة وهو يحاول أن يضع مخططا لمدينة أبوكمال . تقع على الضفة الغربية لنهر الفرات وهي منطقة حدودية يمر عبرها نهر الفرات، وهي آخر نقطة للنهر في سوريا قبل أن يدخل الأراضي العراقية. حسب توقع 2012، بلغ عدد سكان مركز البوكمال 116.567 نسمة، بينما وصل عدد سكان منطقة البوكمال الإدارية إلى 336,730 نسمة.
تأسست مدينة البوكمال عام 1864 م بعد أن كانت قرية صغيرة تسمى النحّام وتقع في منطقة سهلية على الضفة اليمنى لنهر الفرات في الجهة الشرقية من سوريا وترتفع عن سطح البحر بمقدار 165 متر وعلى خط عرض 532 شمال خط الاستواء ومناخها شبه صحراوي ومعدل أمطارها السنوي 150 مم ومساحتها 2000 هكتار.

## الطقس
| البيانات المناخية لـمدينة البوكمال (1961–1990) | البيانات المناخية لـمدينة البوكمال (1961–1990) | البيانات المناخية لـمدينة البوكمال (1961–1990) | البيانات المناخية لـمدينة البوكمال (1961–1990) | البيانات المناخية لـمدينة البوكمال (1961–1990) | البيانات المناخية لـمدينة البوكمال (1961–1990) | البيانات المناخية لـمدينة البوكمال (1961–1990) | البيانات المناخية لـمدينة البوكمال (1961–1990) | البيانات المناخية لـمدينة البوكمال (1961–1990) | البيانات المناخية لـمدينة البوكمال (1961–1990) | البيانات المناخية لـمدينة البوكمال (1961–1990) | البيانات المناخية لـمدينة البوكمال (1961–1990) | البيانات المناخية لـمدينة البوكمال (1961–1990) | البيانات المناخية لـمدينة البوكمال (1961–1990) |
| الشهر                                          | يناير                                          | فبراير                                         | مارس                                           | أبريل                                          | مايو                                           | يونيو                                          | يوليو                                          | أغسطس                                          | سبتمبر                                         | أكتوبر                                         | نوفمبر                                         | ديسمبر                                         | المعدل السنوي                                  |
| ---------------------------------------------- | ---------------------------------------------- | ---------------------------------------------- | ---------------------------------------------- | ---------------------------------------------- | ---------------------------------------------- | ---------------------------------------------- | ---------------------------------------------- | ---------------------------------------------- | ---------------------------------------------- | ---------------------------------------------- | ---------------------------------------------- | ---------------------------------------------- | ---------------------------------------------- |
| متوسط درجة الحرارة الكبرى °م (°ف)              | 13.4 (56.1)                                    | 16.4 (61.5)                                    | 20.8 (69.4)                                    | 26.5 (79.7)                                    | 32.8 (91.0)                                    | 37.7 (99.9)                                    | 40.6 (105.1)                                   | 39.9 (103.8)                                   | 36.5 (97.7)                                    | 29.7 (85.5)                                    | 21.5 (70.7)                                    | 15.1 (59.2)                                    | 27.6 (81.7)                                    |
| المتوسط اليومي °م (°ف)                         | 7.4 (45.3)                                     | 9.9 (49.8)                                     | 14.0 (57.2)                                    | 19.6 (67.3)                                    | 25.2 (77.4)                                    | 29.2 (84.6)                                    | 32.6 (90.7)                                    | 31.6 (88.9)                                    | 27.8 (82.0)                                    | 21.6 (70.9)                                    | 14.0 (57.2)                                    | 8.8 (47.8)                                     | 20.1 (68.2)                                    |
| متوسط درجة الحرارة الصغرى °م (°ف)              | 2.1 (35.8)                                     | 3.9 (39.0)                                     | 7.2 (45.0)                                     | 12.0 (53.6)                                    | 16.7 (62.1)                                    | 20.9 (69.6)                                    | 23.8 (74.8)                                    | 23.2 (73.8)                                    | 19.0 (66.2)                                    | 13.8 (56.8)                                    | 7.2 (45.0)                                     | 3.4 (38.1)                                     | 12.8 (55.0)                                    |
| الهطول مم (إنش)                                | 23.2 (0.91)                                    | 17.7 (0.70)                                    | 24.3 (0.96)                                    | 22.0 (0.87)                                    | 7.5 (0.30)                                     | 0.7 (0.03)                                     | 0.0 (0.0)                                      | 0.0 (0.0)                                      | 0.3 (0.01)                                     | 7.2 (0.28)                                     | 10.3 (0.41)                                    | 21.9 (0.86)                                    | 135.1 (5.32)                                   |
| متوسط أيام هطول الأمطار (≥ 1.0 mm)             | 4.3                                            | 3.2                                            | 3.5                                            | 2.7                                            | 1.4                                            | 0.1                                            | 0.0                                            | 0.0                                            | 0.1                                            | 1.4                                            | 1.8                                            | 3.5                                            | 22.0                                           |
| المصدر: NOAA                                   |                                                |                                                |                                                |                                                |                                                |                                                |                                                |                                                |                                                |                                                |                                                |                                                |                                                |

## زمن الحرب الأهلية السورية
أثناء الحرب الأهلية السورية شارك أهالي البوكمال في المظاهرات المطالبة بالحرية وإنهاء الاستبداد والفساد، وبدأت المظاهرات بالخروج في البداية بعد صلاة الجمعة من كل أسبوع، لكن مواجهة قوات الأمن السورية للمظاهرات بعنف على امتداد البلاد، جعلت الأهالي يلجؤون للتظاهر يوميا ضد القمع الشديد من قوات الأمن، خلال الحرب الأهلية السورية، في أواخر يوليو/تموز 2012 استولى الجيش الحر على موقعه الحدودي المرتبط بالعراق، وفي أوائل سبتمبر/أيلول 2012 أفادت فرنسا 24 بأن مطار الحمدان العسكري تعرض لهجوم من قبل الجيش الحر، في 16 نوفمبر/تشرين الثاني 2012 استولى الجيش الحر على مطار الحمدان القريب الذي كان يستخدم لنقل المنتجات الزراعية في وقت سابق ولكن تم تحويله إلى قاعدة لطائرات الهليكوبتر والدبابات العسكرية.، اعتبارا من عام 2014، سيطر تنظيم داعش على المدينة، وفي 3 يوليو/تموز قالت الهيئة السورية لحقوق الإنسان إن مدينة الميادين ثاني أكبر مدينة في محافظة دير الزور «أصبحت الآن تحت سيطرة التنظيم» بعد أن قامت جبهة النصرة بإجلاء مقرها هناك، وفي 3 يوليو / تموز قالت الهيئة بأن جميع المدن والقرى على الطريق من البوكمال إلى الباب مرورا بمحافظة الرقة كانت تحت سيطرة تنظيم الدولة الإسلامية.
في 9 نوفمبر 2017 انتهت سيطرة تنظيم الدولة الإسلامية على المدينة التي كانت تُعدّ آخر معاقله في سوريا حينها، وذلك بعد انسحاب مقاتليه منها بعد معارك مع الجيش السوري وحلفائه اشترك فيها الطيران الروسي. وأعلن الناطق باسم الجيش استعادة المدينة و«إسقاط مشروع التنظيم في المنطقة». وبعد القضاء على داعش، استولت القوات الإيرانية والميليشيات الشيعية المتحالفة معها على البوكمال وريفها وكامل الضفة الجنوبية للفرات. حيث سيطر الحشد الشعبي العراقي المرتبط بالحرس الثوري الإيراني على معبر القائم الحدودي، بينما سيطرت ميليشيات لواء فاطميون ولواء زينبيون على مدينة الميادين غرب البوكمال. وبقيت الضفة الشمالية للقوات تحت سيطرة قوات سوريا الديمقراطية المدعومة من الولايات المتحدة.
في 2018، بنت إيران قاعدة عسكرية لقواتها وللميليشيات المتحالفة معها باسم قاعدة الإمام علي في البوكمال على الحدود مع العراق، وتعرضت القاعدة لقصف متكرر من القوات الجوية الإسرائيلية والأمريكية.

## شخصيات من البوكمال
- مجاهد الخابور
- أكرم الخابور
- يوسف زعين
- نواف الفارس
- سفيان العلاو
- صدام الجمل